# Robert Thornton
Robert Thornton (* 17. Juli 1967 in Ayrshire) ist ein schottischer Dartspieler. Sein Spitzname lautet The Thorn (Der Dorn) und seine Einlaufmusik ist I’m Gonna Be (500 Miles) von The Proclaimers.

## Werdegang
Nachdem er 20 Jahre kein Darts mehr gespielt hatte, fing er 2002 wieder damit an. 2005 qualifizierte er sich für die BDO-Weltmeisterschaft und erreichte dort das Viertelfinale, wo er gegen Darryl Fitton verlor. Völlig überraschend gewann er 2007 das Winmau World Masters, wo er sich im Finale gegen Darryl Fitton durchsetzen konnte.
Im Laufe der BDO-Weltmeisterschaft 2008 erreichte er wieder das Viertelfinale, scheiterte aber mit 3:4 an Martin Adams. Seine Klasse bewies er jedoch, als er 2008 die Dutch Open für sich entscheiden konnte. Nachdem er sich für die Hauptrunde der UK Open qualifiziert hatte, wechselte er im Mai 2008 von der BDO zur PDC. Relativ schnell, innerhalb von nur neun Monaten, schaffte er es, sich in die oberen 32 Ränge der Order of Merit zu spielen. Damit war er automatisch qualifiziert für die PDC-Weltmeisterschaft.
Bei den Players Championship Finals 2009 erreichte Robert Thornton das Finale, welches er jedoch gegen Phil Taylor verlor. Im Finale der UK Open 2012 konnte er allerdings Taylor bezwingen und gewann damit sein erstes Major-Turnier bei der PDC.
2013 war er Teilnehmer der Premier League und belegte den 5. Platz.
Am 8. Oktober 2014 war er in der Partie gegen James Wade am ersten TV-Spiel beteiligt, in dem beide Spieler einen Neun-Darter warfen. Es war gleichzeitig Thorntons erster Neun-Darter vor Fernsehkameras.
2015 gewann er die European Darts Open in Düsseldorf.
Im Oktober 2015 gewann er auch sein zweites PDC Major-Turnier, den World Grand Prix. In einem der besten und spannendsten Grand-Prix Finals setzte er sich gegen Titelverteidiger Michael van Gerwen mit 5:4 Sets durch. Es war seine bessere Check-out-Quote, welche ihm den Sieg bescherte, obwohl er den schlechteren Drei-Dart-Average hatte (90 zu 96). Thornton erhielt für den Sieg mit einer Prämie von 100.000 £ das höchste Turnierpreisgeld seiner bisherigen Karriere.
Am 19. Mai 2019 spielte er beim Players Championship 16 gegen Krzysztof Ratajski einen Neun-Darter.
Bei der PDC Qualifying School 2021 gelang es Thornton nicht, seine Tour Card zurückzugewinnen. Bei der darauffolgenden Challenge Tour belegte Thornton Platz 31 im Ranking. Außerdem durfte er als Nachrücker mehrmals bei den Players Championships 2021 teilnehmen.
2022 spielte Thornton erneut die Q-School, wobei er am dritten Tag auf direktem Weg die Final Stage erreichte. Eine Tour Card konnte er sich dennoch erneut nicht erspielen.
Dafür wurde Thornton zur ersten Austragung der World Seniors Darts Championship 2022 eingeladen. Nach drei Zu-null-Siegen über Bob Anderson, Trina Gulliver und Dave Prins zog Thornton hierbei mit einem 4:2-Halbfinalsieg über Kevin Painter ins Finale ein. In diesem ließ er seinem Gegner Martin Adams nur einen Satz übrig und wurde mit 5:1 der erste Senioren-Weltmeister im Darts.
Bei der Q-School 2023 ging Thornton lediglich am ersten Tag an den Start, wo er ohne Sieg blieb. Er blieb daraufhin vor allem der Seniors Tour treu und war als Titelverteidiger bei der World Seniors Darts Championship 2023 vertreten. Er besiegte dabei zunächst Roland Scholten mit 0:3, gewann mit dem gleichen Ergebnis gegen Scott Mitchell und schlug auch Neil Duff mit 3:1, bevor er im Halbfinale auch Kevin Painter mit 3:0 besiegte. Im Finale traf er auf Richie Howson und konnte sich auch hier mit 5:2 durchsetzen. Somit verteidigte Thornton seinen Senioren-WM-Titel erfolgreich. Kurz darauf war er außerdem bei der ersten Austragung des Champion of Champions vertreten, wo er jedoch die Revanche von Richie Howson mit 6:10 verlor.
Beim World Seniors Darts Masters 2023 besiegte Thornton zunächst Colin McGarry mit 4:2, bevor er auch ein enges Spiel gegen John Part mit 4:3 gewinnen konnte. Im Halbfinale unterlag er jedoch dem späteren Titelträger Leonard Gates mit 2:5. Beim World Seniors Darts Matchplay 2023 war bereits in Runde eins gegen Neil Duff mit 5:8 Schluss.
Bei der Q-School 2024 spielte Thornton erneut nur einen Tag, bei dem er zwar bis unter die letzten 32 kam, jedoch danach wieder abreiste. Bei der World Seniors Darts Championship 2024 daraufhin besiegte er Martyn Turner mit 3:1, bevor er erstmals ein Senioren-WM-Spiel verlor. Gegen Andy Hamilton hieß es am Ende 2:3 in Sätzen. Beim Champion of Champions verlor Thornton in Rinde eins mit 9:10 gegen den Qualifikanten Richard-Eirig Rowlands.
Das World Seniors Darts Matchplay 2024 sollte daraufhin wieder erfolgreicher werden. Er schlug zunächst John Part in der Verlängerung  mit 10:8, bevor er sich auch gegen Martin Adams mit 8:4 durchsetzen konnte. Erst im Halbfinale erwies sich Leonard Gates als zu stark und Thornton verlor mit 4:9. Beim World Seniors Darts Masters stand Thornton nach Siegen über Trina Gulliver, Neil Duff und Richard-Eirig Rowlands im Finale. Dieses erwies sich als spannende Partie gegen John Henderson, in dem Thornton mit 5:3 führte. Henderson drehte die Partie jedoch noch und entschied den letzten Satz mit 3:5 in der Verlängerung für sich. Außerdem nahm Thornton in diesem Jahr vermehrt an der PDC Challenge Tour teil und erreichte ein Viertelfinale, wodurch er am Ende auf Rang 137 der dazugehörigen Rangliste stand.
Bei der Q-School 2025 spielte Thornton erstmals wieder alle Tage. Er gewann dabei insgesamt drei Spiele und erzielte zwei Ranglistenpunkte, was nicht für die Teilnahme an der Final Stage ausreichte.

## Weltmeisterschaftsresultate

### BDO
- 2005: Viertelfinale (0:5-Niederlage gegen  Darryl Fitton)
- 2008: Viertelfinale (4:5-Niederlage gegen  Martin Adams)

### PDC
- 2009: 2. Runde (3:4-Niederlage gegen  Wayne Mardle)
- 2010: Achtelfinale (1:4-Niederlage gegen  Phil Taylor)
- 2011: Achtelfinale (1:4-Niederlage gegen  Adrian Lewis)
- 2012: 2. Runde (2:4-Niederlage gegen  Adrian Lewis)
- 2013: Achtelfinale (0:4-Niederlage gegen  Phil Taylor)
- 2014: Achtelfinale (1:4-Niederlage gegen  Wes Newton)
- 2015: Viertelfinale (2:5-Niederlage gegen  Michael van Gerwen)
- 2016: 1. Runde (0:3-Niederlage gegen  Alan Norris)
- 2017: 2. Runde (3:4-Niederlage gegen  Daryl Gurney)
- 2018: 2. Runde (2:4-Niederlage gegen  Mensur Suljović)
- 2019: 1. Runde (1:3-Niederlage gegen  Daniel Larsson)

### WSDT
- 2022: Sieger (5:1-Sieg gegen  Martin Adams)
- 2023: Sieger (5:2-Sieg gegen  Richie Howson)
- 2024: Achtelfinale (2:3-Niederlage gegen  Andy Hamilton)
- 2025: Viertelfinale (1:3-Niederlage gegen  Ross Montgomery)

## Turnierergebnisse
| Turnier                                    | 2005               | 2006               | 2007                 | 2008                           | 2009                           | 2010                           | 2011                           | 2012                           | 2013                           | 2014                           | 2015                           | 2016                           | 2017                           | 2018                           | 2019                           | 2020                           | 2021                           | 2022                | 2023                | 2024                | 2025                |
| ------------------------------------------ | ------------------ | ------------------ | -------------------- | ------------------------------ | ------------------------------ | ------------------------------ | ------------------------------ | ------------------------------ | ------------------------------ | ------------------------------ | ------------------------------ | ------------------------------ | ------------------------------ | ------------------------------ | ------------------------------ | ------------------------------ | ------------------------------ | ------------------- | ------------------- | ------------------- | ------------------- |
| BDO-Major-Turniere                         |                    |                    |                      |                                |                                |                                |                                |                                |                                |                                |                                |                                |                                |                                |                                |                                |                                |                     |                     |                     |                     |
| Weltmeisterschaft                          | VF                 | n/q                | n/q                  | VF                             | nicht teilgenommen             | nicht teilgenommen             | nicht teilgenommen             | nicht teilgenommen             | nicht teilgenommen             | nicht teilgenommen             | nicht teilgenommen             | nicht teilgenommen             | nicht teilgenommen             | nicht teilgenommen             | nicht teilgenommen             | nicht teilgenommen             | n/a                            | Verband insolvent   | Verband insolvent   | Verband insolvent   | Verband insolvent   |
| World Masters                              | 3R                 | n/t                | S                    | nicht teilgenommen             | nicht teilgenommen             | nicht teilgenommen             | nicht teilgenommen             | nicht teilgenommen             | nicht teilgenommen             | nicht teilgenommen             | nicht teilgenommen             | nicht teilgenommen             | nicht teilgenommen             | nicht teilgenommen             | nicht teilgenommen             | n/a                            | n/a                            | Verband insolvent   | Verband insolvent   | Verband insolvent   | Verband insolvent   |
| PDC-Ranking-Turniere                       |                    |                    |                      |                                |                                |                                |                                |                                |                                |                                |                                |                                |                                |                                |                                |                                |                                |                     |                     |                     |                     |
| Weltmeisterschaft                          | nicht teilgenommen | nicht teilgenommen | nicht teilgenommen   | nicht teilgenommen             | 2R                             | AF                             | AF                             | 2R                             | AF                             | AF                             | VF                             | 1R                             | 2R                             | 2R                             | 1R                             | nicht qualifiziert             | nicht qualifiziert             | nicht qualifiziert  | nicht qualifiziert  | n/t                 | n/q                 |
| UK Open                                    | n/t                | n/t                | n/t                  | 4R                             | 3R                             | 4R                             | VF                             | S                              | AF                             | 4R                             | 4R                             | 2R                             | 3R                             | 3R                             | 3R                             | 3R                             | nicht qualifiziert             | nicht qualifiziert  | nicht qualifiziert  | nicht qualifiziert  | nicht qualifiziert  |
| Las Vegas Desert Classic                   | n/t                | n/t                | n/t                  | 1R                             | n/q                            | nicht ausgetragen              | nicht ausgetragen              | nicht ausgetragen              | nicht ausgetragen              | nicht ausgetragen              | nicht ausgetragen              | nicht ausgetragen              | nicht ausgetragen              | nicht ausgetragen              | nicht ausgetragen              | nicht ausgetragen              | nicht ausgetragen              | nicht ausgetragen   | nicht ausgetragen   | nicht ausgetragen   | nicht ausgetragen   |
| World Matchplay                            | n/t                | n/t                | n/t                  | n/q                            | 1R                             | 1R                             | n/q                            | 1R                             | 1R                             | 1R                             | 1R                             | AF                             | 1R                             | nicht qualifiziert             | nicht qualifiziert             | nicht qualifiziert             | nicht qualifiziert             | nicht qualifiziert  | n/t                 | n/q                 | n/q                 |
| World Grand Prix                           | n/t                | n/t                | n/t                  | AF                             | 1R                             | n/q                            | n/q                            | VF                             | 1R                             | AF                             | S                              | 1R                             | VF                             | nicht qualifiziert             | nicht qualifiziert             | nicht qualifiziert             | nicht qualifiziert             | nicht qualifiziert  | n/t                 | n/q                 | n/q                 |
| European Championship                      | nicht ausgetragen  | nicht ausgetragen  | nicht ausgetragen    | HF                             | AF                             | AF                             | n/q                            | n/q                            | VF                             | AF                             | 1R                             | 1R                             | nicht qualifiziert             | nicht qualifiziert             | nicht qualifiziert             | nicht qualifiziert             | nicht qualifiziert             | nicht qualifiziert  | n/t                 | n/q                 | n/q                 |
| Grand Slam of Darts                        | n/a                | n/a                | kein Ranking-Turnier | kein Ranking-Turnier           | kein Ranking-Turnier           | kein Ranking-Turnier           | kein Ranking-Turnier           | kein Ranking-Turnier           | kein Ranking-Turnier           | kein Ranking-Turnier           | kein Ranking-Turnier           | AF                             | n/q                            | n/q                            | AF                             | nicht qualifiziert             | nicht qualifiziert             | nicht qualifiziert  | nicht qualifiziert  | nicht qualifiziert  | nicht qualifiziert  |
| Players Championship Finals                | nicht ausgetragen  | nicht ausgetragen  | nicht ausgetragen    | nicht ausgetragen              | F                              | 1R                             | n/q                            | AF                             | AF                             | AF                             | 1R                             | 1R                             | 2R                             | 1R                             | nicht qualifiziert             | nicht qualifiziert             | nicht qualifiziert             | nicht qualifiziert  | n/t                 | n/q                 | n/q                 |
| PDC-Turniere ohne Einfluss auf das Ranking |                    |                    |                      |                                |                                |                                |                                |                                |                                |                                |                                |                                |                                |                                |                                |                                |                                |                     |                     |                     |                     |
| The Masters                                | nicht ausgetragen  | nicht ausgetragen  | nicht ausgetragen    | nicht ausgetragen              | nicht ausgetragen              | nicht ausgetragen              | nicht ausgetragen              | nicht ausgetragen              | VF                             | AF                             | AF                             | AF                             | VF                             | nicht qualifiziert             | nicht qualifiziert             | nicht qualifiziert             | nicht qualifiziert             | nicht qualifiziert  | nicht qualifiziert  | n/t                 | n/a                 |
| Premier League Darts                       | nicht eingeladen   | nicht eingeladen   | nicht eingeladen     | nicht eingeladen               | nicht eingeladen               | nicht eingeladen               | nicht eingeladen               | nicht eingeladen               | 5.                             | 8.                             | n/t                            | 8.                             | nicht eingeladen               | nicht eingeladen               | nicht eingeladen               | nicht eingeladen               | nicht eingeladen               | nicht eingeladen    | nicht eingeladen    | nicht eingeladen    | nicht eingeladen    |
| World Cup of Darts                         | nicht ausgetragen  | nicht ausgetragen  | nicht ausgetragen    | nicht ausgetragen              | nicht ausgetragen              | VF                             | n/a                            | n/t                            | AF                             | VF                             | n/t                            | VF                             | nicht teilgenommen             | nicht teilgenommen             | nicht teilgenommen             | nicht teilgenommen             | nicht teilgenommen             | nicht teilgenommen  | nicht teilgenommen  | nicht teilgenommen  | nicht teilgenommen  |
| Champions League of Darts                  | nicht ausgetragen  | nicht ausgetragen  | nicht ausgetragen    | nicht ausgetragen              | nicht ausgetragen              | nicht ausgetragen              | nicht ausgetragen              | nicht ausgetragen              | nicht ausgetragen              | nicht ausgetragen              | nicht ausgetragen              | GP                             | nicht qualifiziert             | nicht qualifiziert             | nicht qualifiziert             | nicht ausgetragen              | nicht ausgetragen              | nicht ausgetragen   | nicht ausgetragen   | nicht ausgetragen   | nicht ausgetragen   |
| Championship League                        | nicht ausgetragen  | nicht ausgetragen  | nicht ausgetragen    | n/q                            | GP                             | GP                             | GP                             | GP                             | GP                             | nicht ausgetragen              | nicht ausgetragen              | nicht ausgetragen              | nicht ausgetragen              | nicht ausgetragen              | nicht ausgetragen              | nicht ausgetragen              | nicht ausgetragen              | nicht ausgetragen   | nicht ausgetragen   | nicht ausgetragen   | nicht ausgetragen   |
| World Series of Darts Finals               | nicht ausgetragen  | nicht ausgetragen  | nicht ausgetragen    | nicht ausgetragen              | nicht ausgetragen              | nicht ausgetragen              | nicht ausgetragen              | nicht ausgetragen              | nicht ausgetragen              | nicht ausgetragen              | AF                             | 1R                             | nicht qualifiziert             | nicht qualifiziert             | nicht qualifiziert             | nicht qualifiziert             | nicht qualifiziert             | nicht qualifiziert  | n/t                 | n/q                 | n/q                 |
| Grand Slam of Darts                        | n/a                | n/a                | n/q                  | AF                             | VF                             | AF                             | n/q                            | AF                             | F                              | GP                             | VF                             | Ranking-Turnier                | Ranking-Turnier                | Ranking-Turnier                | Ranking-Turnier                | Ranking-Turnier                | Ranking-Turnier                | Ranking-Turnier     | Ranking-Turnier     | Ranking-Turnier     | Ranking-Turnier     |
| WSD-Majorturniere (Senioren-Tour)          |                    |                    |                      |                                |                                |                                |                                |                                |                                |                                |                                |                                |                                |                                |                                |                                |                                |                     |                     |                     |                     |
| Weltmeisterschaft                          | nicht ausgetragen  | nicht ausgetragen  | nicht ausgetragen    | nicht ausgetragen              | nicht ausgetragen              | nicht ausgetragen              | nicht ausgetragen              | nicht ausgetragen              | nicht ausgetragen              | nicht ausgetragen              | nicht ausgetragen              | nicht ausgetragen              | nicht ausgetragen              | nicht ausgetragen              | nicht ausgetragen              | nicht ausgetragen              | nicht ausgetragen              | S                   | S                   | AF                  | VF                  |
| World Matchplay                            | nicht ausgetragen  | nicht ausgetragen  | nicht ausgetragen    | nicht ausgetragen              | nicht ausgetragen              | nicht ausgetragen              | nicht ausgetragen              | nicht ausgetragen              | nicht ausgetragen              | nicht ausgetragen              | nicht ausgetragen              | nicht ausgetragen              | nicht ausgetragen              | nicht ausgetragen              | nicht ausgetragen              | nicht ausgetragen              | nicht ausgetragen              | S                   | AF                  | HF                  | n/a                 |
| World Masters                              | nicht ausgetragen  | nicht ausgetragen  | nicht ausgetragen    | nicht ausgetragen              | nicht ausgetragen              | nicht ausgetragen              | nicht ausgetragen              | nicht ausgetragen              | nicht ausgetragen              | nicht ausgetragen              | nicht ausgetragen              | nicht ausgetragen              | nicht ausgetragen              | nicht ausgetragen              | nicht ausgetragen              | nicht ausgetragen              | nicht ausgetragen              | AF                  | HF                  | F                   | n/a                 |
| Champion of Champions                      | nicht ausgetragen  | nicht ausgetragen  | nicht ausgetragen    | nicht ausgetragen              | nicht ausgetragen              | nicht ausgetragen              | nicht ausgetragen              | nicht ausgetragen              | nicht ausgetragen              | nicht ausgetragen              | nicht ausgetragen              | nicht ausgetragen              | nicht ausgetragen              | nicht ausgetragen              | nicht ausgetragen              | nicht ausgetragen              | nicht ausgetragen              | nicht ausgetragen   | VF                  | VF                  | n/t                 |
| Karrierestatistiken                        |                    |                    |                      |                                |                                |                                |                                |                                |                                |                                |                                |                                |                                |                                |                                |                                |                                |                     |                     |                     |                     |
| Jahresendplatzierung                       | unbekannt          | unbekannt          | unbekannt            | unbekannt                      | 16                             | 21                             | 31                             | 17                             | 9                              | 9                              | 6                              | 9                              | 28                             | 33                             | 55                             | 70                             | 113                            | ?                   | 1                   | 2                   | 5                   |
| Verband                                    | BDO                | BDO                | BDO                  | Professional Darts Corporation | Professional Darts Corporation | Professional Darts Corporation | Professional Darts Corporation | Professional Darts Corporation | Professional Darts Corporation | Professional Darts Corporation | Professional Darts Corporation | Professional Darts Corporation | Professional Darts Corporation | Professional Darts Corporation | Professional Darts Corporation | Professional Darts Corporation | Professional Darts Corporation | World Seniors Darts | World Seniors Darts | World Seniors Darts | World Seniors Darts |

| Legende zu den Turnierergebnissen | Legende zu den Turnierergebnissen | Legende zu den Turnierergebnissen | Legende zu den Turnierergebnissen | Legende zu den Turnierergebnissen | Legende zu den Turnierergebnissen | Legende zu den Turnierergebnissen | Legende zu den Turnierergebnissen | Legende zu den Turnierergebnissen | Legende zu den Turnierergebnissen |
| --------------------------------- | --------------------------------- | --------------------------------- | --------------------------------- | --------------------------------- | --------------------------------- | --------------------------------- | --------------------------------- | --------------------------------- | --------------------------------- |
| n/t                               | nicht teilgenommen                | n/q                               | nicht qualifiziert                | n/a                               | nicht ausgetragen                 | #R                                | Aus in jeweiliger Runde           | GP                                | Aus in der Gruppenphase           |
| AF                                | Achtelfinalist                    | VF                                | Viertelfinalist                   | HF                                | Halbfinalist                      | F                                 | Turnierfinalist                   | S                                 | Turniersieger                     |

## Titel

### BDO
- Majors
  - World Masters: (1) 2007
- Weitere
  - 2007: Scottish Masters
  - 2008: Dutch Open

### PDC
- Majors
  - World Grand Prix: (1) 2015
  - UK Open: (1) 2012
- Pro Tour
  - Players Championships
    - Players Championships 2008: 15
    - Players Championships 2009: 6
    - Players Championships 2012: 14
    - Players Championships 2013: 1, 11
    - Players Championships 2014: 6, 7, 8

  - UK Open Qualifiers
    - UK Open Qualifiers 2009: 2
    - UK Open Qualifiers 2013: 4

  - European Darts Tour
    - European Darts Tour 2015: (1) European Darts Open

### WSDT
- Majors
  - World Seniors Darts Championship: (2) 2022, 2023
  - World Seniors Darts Matchplay: (1) 2022

### Andere
- 2009: Portland Open